# Mistislau I de Kiev
Mistislau I de Kiev ou Mistislau I Vladimirovic (Turóvia, atualmente na Bielorrússia, 1 de junho de 1076 – 14 de abril de 1132) foi grão-duque de Quieve. Exerceu o rei reinado a partir de Novogárdia, tendo, após a morte de seu pai em 1125, sucedendo-lhe como grão-príncipe de Quieve até à sua morte em 14 de abril de 1132.

## Relações familiares
Foi filho de Vladimir II Monômaco (1052 - 19 de maio de 1125) e de Gita de Wessex (1053 - 10 de março de 1089), filha de Haroldo II de Inglaterra (1022 - 14 de outubro de 1066), rei de Inglaterra e de Edith Swannesha (1025 -?). Foi casado por duas vezes, a 1ª em 1095 com Cristina da Suécia (1080 - 1120), princesa da Suécia, filha de Ingo I da Suécia (1050 - 1112), rei da Suécia e de Helena Torildsdotter Blot-Sven (c. 1070 -?), de quem teveː
1. Malmfredo de Quieve casada por duas vezes, a 1ª com Sigurdo I da Noruega e a 2ª com Érico II da Dinamarca, rei da Dinamarca;
2. Eupráxia de Quieve (c. 1187 - 1193) casada com Aleixo Comneno, filho de João II Comneno (13 de setembro de 1087 - 1143);
3. Usevolodo de Novogárdia;
4. Maria de Quieve casada com Usevolodo II, grão-príncipe de Quieve.
5. Rostislau I de Quieve (c. 1110 - 1167);[2][3]
6. Esviatopolque de Pescóvia;
7. Rogueneda de Quieve casada com Jaroslau de Volínia;
8. Xenia de Quieve casada com Briachislau de Zaslávia;
9. Iziaslau II de Quieve (julho de 1096 - 27 de novembro de 1154) casado com Lubiuva de Hohenstaufen.

O 2º casamento foi em 1122 com Liubava Dmitrievna Zavidich, de quem teve:
1. Eufrosina de Kiev (c. 1130 - 1186), rainha consorte da Hungria pelo seu casamento com Géza II da Hungria (1130 - 31 de maio de 1162), rei da Hungria;
2. Vladimir III de Quieve (1132 -?)